# Майдаколь
Майдако́ль (каз. Майдакөл) — село у складі Казалінського району Кизилординської області Казахстану. Адміністративний центр та єдиний населений пункт Акжонського сільського округу.
У радянські часи село називалось Жанаталап.
Населення — 1042 особи (2021; 1162 у 2009, 1305 у 1999, 1457 у 1989).